# Villi lapsi
Villi lapsi è l'album di debutto della cantante finlandese Ellinoora, pubblicato il 16 settembre 2016 su etichetta discografica Warner Music Finland.

## Tracce
1. Kahleet – 3:48 (Ellinoora Leikas, Samuli Sirviö, Joel Melasniemi)
2. Leijonakuningas – 3:38 (Ellinoora Leikas, Samuli Sirviö)
3. Elefantin paino – 4:36 (Ellinoora Leikas, Samuli Sirviö)
4. Rakkauden kesä – 3:50 (Ellinoora Leikas, Samuli Sirviö)
5. Tytöille – 4:03 (Ellinoora Leikas, Samuli Sirviö)
6. Minä elän – 4:06 (Ellinoora Leikas, Samuli Sirviö)
7. Ei hävittävää (AEIOUAO) – 3:20 (Ellinoora Leikas, Samuli Sirviö, Väinö Wallenius)
8. Carrie – 3:13 (Ellinoora Leikas, Samuli Sirviö)
9. Pidän sinusta juuri sellaisena kuin olet – 4:17 (Ellinoora Leikas, Samuli Sirviö, Kalle Koivisto)
10. Yölaulu – 4:25 (Ellinoora Leikas, Samuli Sirviö)

## Classifiche
| Classifica (2016) | Posizione massima |
| ----------------- | ----------------- |
| Finlandia         | 2                 |